# Biosfærereservat Mittelelbe
Biosfærereservat Mittelelbe er et biosfærereservat i den tyske forbundsstat Sachsen-Anhalt.
Midtelben-reservatet er et beskyttet reservat på 430 kvadratkilometer og er den største beskyttede region i Sachsen-Anhalt.  Det strækker sig langs floden Elben, mellem Wittenberg i øst, via Dessau-Roßlau, til Gommern i nordvest. Denne smukke region med flodtopografi er en af hovedattraktionerne for turisme i Sachsen-Anhalt, især for cykelturisme.

## Historie
Reservatets historie har sin oprindelse i Anhalts miljøbeskyttelseslov fra 1923. I løbet af de følgende seks år blev det oprindelige beskyttede reservat udvidet. Regionerne "Saalberge" og "Möster Birken" blev tilføjet i 1926. I 1927 blev der tilføjet fredede områder for Elben-bæveren og planten  "Wassernuß" (Trapa natans). I 1929 blev områder mellem Aken og Tochheim sat under beskyttelse. Disse områder var forgængere til Steckby-Lödderitzer Forst-bevaringsområdet.
Steckby-Lödderitzer Forst blev anerkendt som et biosfærereservat af UNESCO i 1979, og i 1988 blev det udvidet med store områder omkring Dessau og Wörlitz. Med tilføjelsen af yderligere arealer med våde enge blev det til Biosphere Reserve Middle Elbe i 1990.

## Funktioner
Reservatet indeholder det største indbyrdes forbundne engområde i Mellemeuropa. Det involverer Elben-floden og Mulde og omfatter Elben- flodsletterne som en unik biotop, der tjener som ly for mange truede arter. I 2005 opdagede Dr. Frank Dziock en ny insektart Brachyopa silviae. Af slægten Brachyopa kendes kun 13 arter i Europa.
Reservatet omfatter også verdensarvsstedet Dessau-Wörlitz kulturlandskab, den ældste landskabspark på det europæiske kontinent.
Siden 20. marts 2006 er det officielle navn: Biosphere Reserve Middle Elbe.
- Areal : 430 km²
- Biodiversitet
  - over 1.000 botaniske arter
  - 250 fuglearter
  - 130 arter af bier
  - 50 guldsmedearter